# 纳瓦德拉孙西翁
纳瓦德拉孙西翁，是西班牙卡斯蒂利亚-莱昂塞戈维亚省的一个市镇。 总面积83平方公里，总人口2624人（2001年），人口密度32人/平方公里。